# Llorer d'Alexandria
El llorer d'Alexandria, Calophyllum inophyllum, (l'espècie Danae racemosa també rep el nom comú de Llorer d'Alexandria) és una espècie de planta de fulla persistent És una planta nativa de l'Àfrica oriental i del litoral sud d'Índia fins Malèsia i Austràlia. No està estretament relacionada amb el llorer (Laurus nobilis).

## Descripció
Calophyllum inophyllum és un arbre de creixement lent amb la capçada de forma irregular. Normalment arriba a fer de 8 a 20 m d'alt. La flor fa 25 mm d'amplada i es presenta en racems o panícules en inflorescències de 4 a 15 flors. Pot florir al llarg de tot l'any. El seu fruit és una drupa esfèrica que fa de 2 a 4 cm de diàmetre i només conté una llavor. Actualment es cultiva en regions tropicals de tot el món com a planta ornamental

## Usos
La seva fusta és dura i forta i s'ha fet servir per a construir barques, especialment la quilla mentre que la barca es feia de la fusta de l'arbre del pa (Artocarpus altilis).
La llavor proporciona un oli (oli de tamanu) medicinal i per greixar els cabells. La primera neoflavona aïllada el 1951, va ser la calophyllolide a partir de llavors de Calophyllum inophyllum.
També la seva pols té localment usos fitopatològics, concretament a Kerala.
La saba és verinosa i a Samoa s'usava per fer verí de sageta. També el fruit madur és verinós.
L'àcid gras metil èster de les llavors de C. inophyllum es fan servir per a biodièsel. El rendiment mitjà és d'11,7 kg d'oli per arbre. 
Durant la Segona Guerra Mundial es va usar aquest oli com a combustible per a generar electricitat destinada a les ràdios.